# 赫尔曼·黑特纳
赫尔曼·黑特纳（1821年3月12日—1882年5月29日）是一位德国文学史学家和博物馆策展人。